# José Eles
José Eles es un deportista español que compitió en taekwondo. Ganó una medalla de plata en el Campeonato Europeo de Taekwondo de 1988, en la categoría de –70 kg.

## Palmarés internacional
| Campeonato Europeo | Campeonato Europeo | Campeonato Europeo | Campeonato Europeo |
| Año                | Lugar              | Medalla            | Categoría          |
| ------------------ | ------------------ | ------------------ | ------------------ |
| 1988               | Ankara (Turquía)   | Medalla de plata   | –70 kg             |